# فهرست آثار ملی شهرستان کردکوی
شهرستان کردکوی از شهرستان‌های استان گلستان در ایران است. شهر کردکوی مرکز این شهرستان است. مردم شهر و شهرستان کردکوی از قومیت طبری هستند و به زبان زبان طبری سخن می‌گویند. لهجه مردم کردکوی و بندرگز یکی از لهجه‌های دوازده‌گانه زبان طبری می‌باشد که در شرق این منطقه زبانی قرار دارد. کِرد «kerd» در زبان طبری به معنای گله‌دار می‌باشد که در لهجه مردم شرق استان مازندران و غرب استان گلستان به صورت کارد گویش می‌شود. کاردها نباید با قوم کُرد که در مناطق غربی ایران زندگی می‌کنند اشتباه گرفته‌شوند. صادق کیا در کتاب واژه‌نامه تبری ضمن اشاره به معنای کرد می‌نویسد: اکنون فقط به چوپانان کرد گفته می‌شود.

## آثار ثبت‌شده
| ردیف | نام اثر                        | نگاره          | دیرینگی                             | موقعیت                                                                               | شمارهٔ ثبت | تاریخ ثبت  | منبع  |
| ---- | ------------------------------ | -------------- | ----------------------------------- | ------------------------------------------------------------------------------------ | --------- | ---------- | ----- |
| ۱    | قلعه بانصران                   | بارگذاری تصویر | ساسانی ـ اسلامی                     | شهرستان کردکوی، روستای سرکلاته، ۱/۵ کیلومتری غرب روستای سرکلاته                      | ۴۷۵۳      | ۱۳۸۰/۱۱/۲۳ | [ ۷ ] |
| ۲    | شهر باستانی تمیشه              |                | ساسانی ـ اسلامی                     | شهرستان کردکوی، شمال غربی روستای کردکوی                                              | ۴۷۵۴      | ۱۳۸۰/۱۱/۲۳ |       |
| ۳    | دیوار تمیشه                    |                | ساسانی                              | شهرستان کردکوی، جنوب و غرب روستای کلاته تار روستای باغوکنار از خلیج گرگان            | ۴۷۵۵      | ۱۳۸۰/۱۱/۲۳ |       |
| ۴    | کافرتپه                        |                | ساسانی                              | شهرستان بندرگز، ۴/۵ کیلومتری ضلع شمالی روستای کهنه کلباد، بخش نوکنده                 | ۴۷۵۶      | ۱۳۸۰/۱۱/۲۳ |       |
| ۵    | محوطه موزی لاپه روستای سرکلاته |                | ساسانی ـ اسلامی                     | شهرستان کردکوی، یک کیلومتری غرب روستای سرکلاته                                       | ۴۷۵۷      | ۱۳۸۰/۱۱/۲۳ |       |
| ۶    | محوطه بانصران                  |                | ساسانی ـ اسلامی                     | شهرستان کردکوی، یک کیلومتری غرب روستای سرکلاته                                       | ۴۸۴۹      | ۱۳۸۰/۱۲/۱۹ |       |
| ۷    | تپه شاهده                      |                | هزاره یک ق‌م ـ تاریخی                | شهرستان کردکوی، شمال شرق روستا اسلام‌آباد                                             | ۱۱۱۸۰     | ۱۳۸۳/۰۷/۱۱ |       |
| ۸    | تپه ایلوار                     |                | پیش از تاریخ ـ تاریخی ـ اسلامی      | شهرستان کردکوی، ۲۰۰ متری شرق روستای ایلوار                                           | ۱۱۱۸۱     | ۱۳۸۳/۰۷/۱۱ |       |
| ۹    | چمازتپه                        |                | پیش از تاریخ ـ هزاره یک ق‌م          | شهرستان کردکوی، بخش مرکزی، دهستان سدن رستاق شرقی، ۱/۵ کیلومتری شمال روستای سیاقی     | ۱۱۳۱۱     | ۱۳۸۳/۱۱/۱۰ |       |
| ۱۰   | تپه چهارده                     |                | پیش از تاریخ ـ هزاره یک ق‌م          | شهرستان کردکوی، بخش مرکزی، دهستان سدن رستاق غربی، یک کیلومتری شمال روستای چهارده     | ۱۱۳۱۲     | ۱۳۸۳/۱۱/۱۰ |       |
| ۱۱   | تپه حاج مراد                   |                | پیش از تاریخ ـ هزاره یک ق‌م          | شهرستان کردکوی، بخش مرکزی، دهستان سدن رستاق غربی، شمال شرقی روستای اسلام‌آباد         | ۱۱۳۱۳     | ۱۳۸۳/۱۱/۱۰ |       |
| ۱۲   | ازگردتپه                       |                | پیش از تاریخ ـ هزاره یک ق‌م ـ تاریخی | ۳ کیلومتری شمال غرب شهر کردکوی، شمال جاده اصلی کردکوی، بندرگز                        | ۱۱۳۱۵     | ۱۳۸۳/۱۱/۱۰ |       |
| ۱۳   | تپه گورستان مهتر کلاته         |                | پیش از تاریخ ـ هزاره یک ق‌م ـ اسلامی | شهرستان کردکوی، بخش مرکزی، دهستان سدن رستاق شرقی، ۵۰۰ م شمال غرب روستای مهتر کلاته   | ۱۱۳۱۶     | ۱۳۸۳/۱۱/۱۰ |       |
| ۱۴   | بدل‌تپه                         |                | هزاره یک ق‌م                         | جنوب کردکوی، ضلع شرقی جاده پارک جنگلی امام رضا                                       | ۱۱۳۱۷     | ۱۳۸۳/۱۱/۱۰ |       |
| ۱۵   | بالان تپه                      |                | پیش از تاریخ ـ هزاره یک ق‌م          | شهرستان کردکوی، بخش مرکزی، دهستان سدن رستاق شرقی، ۱ک م شمال روستای مهتر کلاته        | ۱۱۳۱۸     | ۱۳۸۳/۱۱/۱۰ |       |
| ۱۶   | اسپریت تپه مهتر کلاته          |                | پیش از تاریخ ـ هزاره یک ق‌م          | شهرستان کردکوی، بخش مرکزی، دهستان سدن رستاق شرقی، ۵۰۰ م جنوب روستای مهترکلاته        | ۱۱۳۱۹     | ۱۳۸۳/۱۱/۱۰ |       |
| ۱۷   | یعقوب دشت تپه                  |                | پیش از تاریخ ـ هزاره یک ق‌م          | کردکوی، ۷۰۰ متری شمال شرق مرکز آموزش کشاورزی                                         | ۱۱۳۲۰     | ۱۳۸۳/۱۱/۱۰ |       |
| ۱۸   | انارتپه                        |                | پیش از تاریخ ـ هزاره یک ق‌م ـ تاریخی | کردکوی، ۳۰۰ م جنوب شهرک صنعتی امام خمینی                                             | ۱۱۳۲۱     | ۱۳۸۳/۱۱/۱۰ |       |
| ۱۹   | تپه النگ                       |                | عصر آهن                             | شهرستان کردکوی، بخش مرکزی، دهستان سدن رستاق غربی، ۵۰ م شرق روستای النگ               | ۱۱۳۲۲     | ۱۳۸۳/۱۱/۱۰ |       |
| ۲۰   | تپه مازو آیش                   |                | هزاره یک ق‌م ـ تاریخی ـ اسلامی       | شهرستان کردکوی، ابتدای جاده روستای قلندر آیش، جنوب شهرک صنعتی امام خمینی             | ۱۱۳۲۳     | ۱۳۸۳/۱۱/۱۰ |       |
| ۲۱   | جن تپه                         |                | پیش از تاریخ ـ هزاره یک ق‌م          | شهرستان کردکوی، بخش مرکزی، دهستان سدن رستاق شرقی، ۳ کیلومتری شمال روستای دنگلان      | ۱۱۳۲۴     | ۱۳۸۳/۱۱/۱۰ |       |
| ۲۲   | مرز تپه                        |                | پیش از تاریخ ـ هزاره یک ق‌م          | شهرستان کردکوی، بخش مرکزی، دهستان سدن رستاق شرقی، ۵۰۰ م جنوب روستای حاجی‌آباد         | ۱۱۳۲۵     | ۱۳۸۳/۱۱/۱۰ |       |
| ۲۳   | نرگس تپه غربی                  |                | پیش از تاریخ ـ هزاره یک ق‌م ـ تاریخی | شهرستان کردکوی، بخش مرکزی، دهستان سدن رستاق غربی، ۵۰ م جنوب غربی بدیل آباد           | ۱۱۳۲۶     | ۱۳۸۳/۱۱/۱۰ |       |
| ۲۴   | چهل دین تپه                    |                | پیش از تاریخ ـ هزاره یک ق‌م          | کردکوی، ۵۰۰ م شمال شرقی مرکزآموزش کشاورزی                                            | ۱۱۳۲۷     | ۱۳۸۳/۱۱/۱۰ |       |
| ۲۵   | قلعه تپه                       |                | پیش از تاریخ ـ تاریخی ـ اسلامی      | شهرستان کردکوی، بخش مرکزی، دهستان سدن رستاق شرقی، یک کیلومتری شمال روستای مهتر کلاته | ۱۱۳۲۸     | ۱۳۸۳/۱۱/۱۰ |       |
| ۲۶   | دین‌تپه                         |                | هزاره یک ق‌م ـ تاریخی                | شهرستان کردکوی، بخش مرکزی، دهستان سدن رستاق غربی، ۱۰۰ م ضلع غربی روستای چهارده       | ۱۱۳۲۹     | ۱۳۸۳/۱۱/۱۰ |       |
| ۲۷   | تپه حاج محمود حسینی            |                | هزاره یک ق‌م ـ تاریخی                | شهرستان کردکوی، بخش مرکزی، دهستان سدن رستاق شرقی، یک کیلومتری جنوب روستای دنگلان     | ۱۱۳۳۰     | ۱۳۸۳/۱۱/۱۰ |       |
| ۲۸   | تپه گیلانی                     |                | پیش از تاریخ ـ هزاره یک ق‌م          | شهرستان کردکوی، بخش مرکزی، دهستان رستاق غربی، ۵۰۰ م جنوب روستای النگ                 | ۱۱۳۳۱     | ۱۳۸۳/۱۱/۱۰ |       |
| ۲۹   | اسپریت تپه خراب مسجد           |                | پیش از تاریخ ـ تاریخی ـ اسلامی      | شهرستان کردکوی، بخش مرکزی، دهستان سدن رستاق شرقی، ۲۰۰ م شرق روستای خراب مسجد         | ۱۱۳۳۲     | ۱۳۸۳/۱۱/۱۰ |       |
| ۳۰   | خانه علیرضا انتظاری            |                | پهلوی اول                           | شهرستان کردکوی، بخش مرکزی، دهستان سدن رستاق غربی، روستای بالا جاده                   | ۲۰۰۳۲     | ۱۳۸۶/۰۸/۲۲ |       |
| ۳۱   | خانه صفر قلی هزارجریبی         |                | پهلوی                               | شهرستان کردکوی، بخش مرکزی، دهستان سدن رستاق غربی، روستای بالاجاده                    | ۲۰۰۳۳     | ۱۳۸۶/۰۸/۲۲ |       |
| ۳۲   | خانه شموشکی                    |                | پهلوی                               | شهرستان کردکوی، بخش مرکزی، دهستان سدن رستاق شرقی، روستای شموشک                       | ۲۰۰۳۴     | ۱۳۸۶/۰۸/۲۲ |       |
| ۳۳   | خانه حاج نصرت ابراهیمی         |                | پهلوی                               | شهر کردکوی، بخش مرکزی، دهستان سدن رستاق غربی، روستای میاندره،                        | ۲۰۰۴۳     | ۱۳۸۶/۰۸/۲۲ |       |
| ۳۴   | خانه ننه خانم باقری            |                | پهلوی                               | شهرستان کردکوی، بخش مرکزی، دهستان سدن رستاق غربی، روستای بالاجاده                    | ۲۰۰۵۷     | ۱۳۸۶/۰۸/۲۲ |       |
| ۳۵   | عمارت نظامی کردکوی             |                | پهلوی اول                           | شهرکردکوی، خیابان شهید بهشتی، مدرسه نظامی                                            | ۲۲۶۸۲     | ۱۳۸۶/۱۲/۲۷ |       |